# رافائو زاویروخا
رافائو زاویروخا (لهستانی: Rafał Zawierucha؛ زادهٔ ۱۲ اکتبر ۱۹۸۶) بازیگر اهل لهستان است. وی دانش‌آموختهٔ آکادمی ملی هنرهای نمایشی الکساندر زلوروویچ در ورشو است.
از فیلم‌ها یا برنامه‌های تلویزیونی که وی در آن نقش داشته‌است، می‌توان به نیمه سوم، رفتارشناس، دستورالعمل زندگی، خدایان، ورشو ۴۴، هتل ۵۲، جک استرانگ، بارتکوویاک، پس‌تصویر، دوستان، در خوشی و سختی، عشق اول، طایفه و روزی روزگاری در هالیوود اشاره کرد.